# Słoków (gmina w rejencji opolskiej)
Słoków (niem. Amtsbezirk Schlogwitz) – zbiorowa gmina wiejska (Amtsbezirk) w powiecie prudnickim, rejencji opolskiej. Funkcjonowała w latach 1874–1945 w Rzeszy Niemieckiej. Siedzibą gminy był Słoków (Schlogwitz).
Gminę Słoków utworzono 1 maja 1874 na obszarze powiatu prudnickiego. Powstała z obszaru gromad Słoków, Nowy Browiniec (Deutsch Probnitz), Laskowice (Laßwitz) i Olbrachcice (Polnisch Olbersdorf) oraz trzech majątków ziemskich. Pierwszym administratorem okręgu został Paul von Wittenburg zamieszkały w Słokowie.
2 września 1936 nazistowska administracja III Rzeszy wprowadziła nową nazwę gminy – Amtsbezirk Schlagenhof. 1 kwietnia 1940 do gminy Słoków przyłączono obszar gminy Olszynka (Amtsbezirk Ellsnig). 1 stycznia 1945 gmina Słoków obejmowała gromady: Słoków, Laskowice, Józefów, Olszynka, Nowy Browiniec i Olbrachcice.
Jednostka przetrwała do 1945 roku. Po II wojnie światowej została zniesiona. Władze polskie nie odtworzyły gminy w reaktywowanym powiecie prudnickim.